# Дмитриев, Владимир Сергеевич
Владимир Сергеевич Дмитриев (6 мая 1926 — 24 апреля 2014) — советский военачальник, первый заместитель главнокомандующего Войсками ПВО СССР (1984—1989), генерал-полковник в отставке.

## Биография
Участник Великой Отечественной войны.
В 1946 г. окончил Горьковское зенитно-артиллерийское училище, а в 1960 г. — Военно-командную академию ПВО.
Являлся командиром батареи в Бакинском округе ПВО, командиром зенитного ракетного полка в Московском округе ПВО.
- 1962 г. назначен командиром 237-го гвардейского полка,
- 1971—1973 гг. — первый заместитель командующего 11-й отдельной армией ПВО Дальневосточного округа,
- 1974—1979 гг. — командующий 10-й отдельной армией ПВО.
- 1979—1984 гг. — командующий войсками ПВО Дальнего Востока,
- 1984—1989 гг. — первый заместитель главнокомандующего Войсками ПВО СССР.

## Награды и звания
Награждён двумя орденами Красной Звезды, орденами Отечественной войны и «За службу Родине» 2-й и 3-й степени и многими медалями, а также орденами Болгарии, Венгрии, ГДР, Монголии, Польши, Румынии и Чехословакии.